# Tudor Colesniuc
Tudor Ion Colesniuc (n. 4 martie 1956, satul Lopatnic, raionul Edineț) este un colonel moldovean, care a îndeplinit funcția de viceministru al Apărării (2002-2005). De asemenea, în perioada 15 octombrie - 29 decembrie 2004, colonelul Colesniuc a fost ministru interimar al apărării. 

## Biografie
Tudor Ion Colesniuc s-a născut la data de 4 martie 1956, în satul Lopatnic (raionul Edineț).
La data de 27 iunie 2002, prin decret al președintelui Republicii Moldova, Vladimir Voronin, colonelul Tudor Colesniuc a fost numit în funcția de viceministru al apărării .
La data de 15 octombrie 2004, președintele Voronin l-a demis pe generalul de brigadă Victor Gaiciuc din funcția de ministru al apărării, numindu-l ca ministru interimar pe adjunctul acestuia, colonelul Tudor Colesniuc . A îndeplinit această funcție până la 29 decembrie 2004, când a fost numit un nou ministru al apărării în persoana lui Valeriu Pleșca.
La 11 mai 2005, primul-ministru Vasile Tarlev a transmis președintelui Voronin un proiect de decret privind eliberarea lui Tudor Colesniuc din funcția de viceministru al apărării . A fost eliberat din funcție la 17 mai 2005 .